# Bainbridge Colby
Bainbridge Colby, född den 22 december 1869 i Saint Louis, Missouri, USA, död den 11 april 1950 i Bemus Point, New York, var amerikansk demokratisk politiker och advokat.
Han studerade vid Williams College och Columbia Law School. Han inledde sin karriär som advokat i New York 1892. Han var ledamot av underhuset i delstaten New Yorks lagstiftande församling New York State Assembly 1901–1902. Colby var 1912 en ivrig tillskyndare av Roosvelts presidentkandidatur. 1916 var han en av instiftarna av Progressive party och en av dess ledande män till 1916, då partiet sammanslogs med det republikanska. Colby ledde den minoritet, som motverkat detta beslut, och valde i stället att stödja demokraterna, och uppträdde samma år som anhängare av Woodrow Wilsons omval. Colby representerade USA i de allierade staternas konferens i Paris samma år. Vid brytningen mellan Robert Lansing och Wilson 1920 utsågs han till Lansings efterträdare som utrikesminister. Han var partner i Wilsons advokatbyrå 1921–1923 och han fortsatte som advokat till slutet av sin karriär.
Han var justitieministerns specialmedarbetare 1917.
Colby tjänstgjorde som USA:s utrikesminister under president Woodrow Wilson 1920–1921. Till skillnad från företrädaren Robert Lansing stödde han presidentens politik fullt ut, när Wilson led av bieffekter av slaganfall. Colby var en förespråkare av Nationernas förbund. Han ville inte erkänna det nya kommunistiska styret i Ryssland, en politik som USA följde till 1933.